# بيل دبليو. كلايتون
بيل دبليو. كلايتون (بالإنجليزية: Bill W. Clayton)‏ هو مربي ماشية أمريكي، ولد في 11 سبتمبر 1928 في أولني في الولايات المتحدة، وتوفي في 6 يناير 2007 في لوبوك في الولايات المتحدة.